# Partizán Bardejov
Partizán Bardejov là một câu lạc bộ bóng đá Slovakia, đến từ thị trấn Bardejov. Câu lạc bộ được thành lập năm 1922. Hiện tại câu lạc bộ đang thi đấu ở 2. liga, hạng thứ hai trong hệ thống các giải bóng đá Slovakia, thi đấu trên sân nhà Mestský štadión Bardejov có sức chứa 3.040 người.

## Lịch sử
Câu lạc bộ đầu tiên ở Bardejov được thành lập vào ngày 12 tháng 2 năm 1922 với tên gọi BSC Bardejov. Chủ tịch đầu tiên là Július Grofčík. Ngày 18 tháng 6 năm 1922, BSC Bardejov thi đấu trận đầu tiên trên sân vận động của mình trước ETVE Prešov. BSC Bardejov thất bại với tỉ số 1 - 4. Mikuláš Chavko là cầu thủ đầu tiên từ Bardejov, đá chính ở hạng cao nhất của bóng đá Tiệp Khắc. Ông thi đấu cho I.ČsŠK Bratislava. Ján Chavko thi đấu cho đội bóng Ý Palermo từ năm 1947. Cầu thủ tham dự World Cup 1962 Jozef Bomba thi đấu năm 1964, để lựa chọn trong châu Âu.

### Lịch sử tên gọi câu lạc bộ
1. 1932 - ŠK Bardejov
2. 1949 - Sokol OSK Bardejov
3. 1951 - Sokol ČSSZ Bardejov
4. 1953 - Slavoj Bardejov
5. 1962 - TJ Partizán Bardejov
6. 1992 - BSC JAS Bardejov
7. 2008 - Partizán Bardejov
8. 2019 - NFL Partizán Bardejov[1]
9. 2019 - Partizán Bardejov BŠK

## Danh hiệu
- Slovak Second Division (1993-)
  -  Vô địch (1): 1993-94

## Sân vận động
Đội bóng thi đấu trên sân nhà Mestský štadión Bardejov mở cửa từ năm 1966 và có sức chứa 3.040 cổ động viên Partizán. Năm 2012 Partizán Bardejov đã cải tạo sân vận động nhằm mục đích phục vụ cho trận chung kết Chung kết Cúp bóng đá Slovakia 2012, giữa FK Senica và MŠK Žilina.

## Mùa giải gần đây
Chỉ Slovak League (1993-nay)
| Năm       | Hạng đấu           | Thứ hạng            | Cúp bóng đá Slovakia | Vua phá lưới/Số bàn thắng          |
| 1993-1994 | (II) 1. liga       | thứ 1 (thăng hạng)  | Vòng 3               |                                    |
| 1994-1995 | (I) Mars superliga | thứ 7               | Vòng 1               | Jozef Urblík (11)                  |
| 1995-1996 | (I) Mars superliga | thứ 6               | Vòng 2               | Jozef Hrivňák (8)                  |
| 1996-1997 | (I) Mars superliga | thứ 7               | Vòng 2               |                                    |
| 1997-1998 | (I) Mars superliga | thứ 14              | Tứ kết               | Marián Ľalík (5) Ľubomír Jacko (5) |
| 1998-1999 | (I) Mars superliga | 1thứ 6 (xuống hạng) | Tứ kết               | Marián Ľalík (4)                   |
| 1999-2000 | (II) 1. liga       | thứ 6               | Vòng 1               | Ľubomír Pagor (13)                 |
| 2000-2001 | (II) 1. liga       | thứ 13 (xuống hạng) | Vòng 1               |                                    |
| 2001-2002 | (III) 2. liga      | -                   | Bán kết              |                                    |
| 2002-2003 | -                  | -                   |                      |                                    |
| 2003-2004 | -                  | -                   |                      |                                    |
| 2004-2005 | -                  | -                   |                      |                                    |
| 2005-2006 | -                  | -                   |                      |                                    |
| 2006-2007 | -                  | -                   |                      |                                    |
| 2007-2008 | -                  | -                   |                      |                                    |
| 2008-2009 | -                  | -                   |                      |                                    |
| 2009-2010 | (IV) 3. liga       | thứ 1 (thăng hạng)  |                      |                                    |
| 2010-2011 | (III) 2. liga      | thứ 2               | Vòng 1               |                                    |
| 2011-2012 | (III) 3. liga      | thứ 1 (thăng hạng)  | Vòng 1               |                                    |
| 2012-2013 | (II) 2. liga       | thứ 4               | Vòng 3               | Marek Seman (8)                    |
| 2013-2014 | (II) 2. liga       | thứ 2               | Vòng 2               | Dyjan (10)                         |
| 2014-2015 | (II) DOXXbet liga  | thứ 6               | Round 4              | Ján Zápotoka (15)                  |
| 2015-2016 | (II) DOXXbet liga  | thứ 5               | Vòng 2               | Marko Milunović (19)               |
| 2016-2017 | (II) DOXXbet liga  | thứ 8               | Vòng 3               | Michal Hamuľak (17)                |
| 2017-2018 | (II) DOXXbet liga  | thứ 12              | Vòng 3               | Michal Hamuľak (20)                |
| 2018-2019 | (II) II. Liga      | thứ 10              | Vòng 5               | Marko Milunović (7)                |

## Đội hình hiện tại
Tính đến ngày 8 tháng 3 năm 2020.

Ghi chú: Quốc kỳ chỉ đội tuyển quốc gia được xác định rõ trong điều lệ tư cách FIFA. Các cầu thủ có thể giữ hơn một quốc tịch ngoài FIFA.
| Số | VT | Quốc gia   | Cầu thủ                      |
| -- | -- | ---------- | ---------------------------- |
| 1  | TM | Slovakia   | Ján Čikoš-Pavličko           |
| 2  | HV | Slovakia   | Miroslav Keresteš            |
| 3  | HV | Slovakia   | Dávid Berežný                |
| 5  | HV | Slovakia   | Dávid Belunek                |
| 6  | HV | Slovakia   | Miroslav Petko               |
| 7  | TV | Bồ Đào Nha | Bruno Luz                    |
| 8  | TĐ | Ba Lan     | Rafał Zaborowski             |
| 9  | TV | Nga        | Saveliy Somov                |
| 10 | TV | Slovakia   | Tomáš Brigant                |
| 11 | TĐ | Brasil     | Rômulo                       |
| 12 | TV | Slovakia   | Michal Horodník (Đội trưởng) |

| Số | VT | Quốc gia | Cầu thủ               |
| -- | -- | -------- | --------------------- |
| 14 | HV | Ba Lan   | Paweł Jarzębak        |
| 16 | TV | Slovakia | Dávid Haščák          |
| 17 | TĐ | Slovakia | Marko Lukáč           |
| 18 | HV | Slovakia | Miroslav Mikolaj      |
| 19 | TĐ | Slovakia | Šimon Stachura        |
| 23 | TV | Curaçao  | Quintón Christina     |
| 26 | TM | Slovakia | Dušan Dlugoš          |
| —  | HV | Slovakia | Ľubomír Pangrác-Piter |

Về các chuyển nhượng gần đây, xem Danh sách chuyển nhượng bóng đá Slovakia đông 2019-20.

### Cho mượn 2019-20
Ghi chú: Quốc kỳ chỉ đội tuyển quốc gia được xác định rõ trong điều lệ tư cách FIFA. Các cầu thủ có thể giữ hơn một quốc tịch ngoài FIFA.
| Số | VT | Quốc gia | Cầu thủ                               |
| -- | -- | -------- | ------------------------------------- |
| —  | TV | Slovakia | Peter Katona (đến TJ ŠM Dulová Ves)   |
| —  | HV | Slovakia | Jakub Bartek (đến TJ ŠM Dulová Ves)   |
| —  | TV | Slovakia | Martin Dupkala (đến TJ ŠM Dulová Ves) |
| —  | HV | Slovakia | Slavomír Kica (đến FK Gerlachov)      |
| —  | HV | Slovakia | Oliver Janso (đến Komárno)            |

## Ban kĩ thuật
Tính đến ngày 8 tháng 3 năm 2020
| Nhân viên            | Chức vụ                 |
| -------------------- | ----------------------- |
| Jozef Kukulský       | Huấn luyện viên         |
| Branislav Benko      | Trợ lý huấn luyện viên  |
| Alexander Tyč        | Trợ lý huấn luyện viên  |
| Lukáš Hricov         | Giám đốc thể thao       |
| Bartolomej Majerník  | Huấn luyện viên thủ môn |
| Vasiľ Baránok        | Ban lãnh đạo            |
| Ján Kendra           | Ban lãnh đạo            |
| MUDr. Patrik Mihaľ   | Bác sĩ                  |
| MUDr. Marcel Kusenda | Bác sĩ                  |
| Roman Richveis       | Masseur                 |
| Dávid Balucha        | Bác sĩ vật lý trị liệu  |

## Cầu thủ đáng chú ý
Từng thi đấu cho các đội tuyển quốc gia tương ứng. Các cầu thủ có tên in đậm thi đấu cho đội tuyển quốc gia khi thi đấu cho Partizán.
Past (and present) players who are the subjects of Wikipedia articles can be found tại đây.
| - Bohumil Andrejko - Jozef Bomba - Juraj Čobej - Anton Flešár | - Marek Kaščák - Mikuláš Komanický - Marián Kurty - Jozef Pisár | - Emmanuel Sarki - Anton Šoltis - Marián Šuchančok - Blažej Vaščák |

## Huấn luyện viên đáng chú ý
- Bohumil Andrejko
- Jozef Bubenko
- Mikuláš Komanický
- Ryszard Kuźma
- Miroslav Jantek

## Đội nữ
Đội nữ được thành lập năm 2012 và lần đầu thi đấu ở mùa giải 2012-13. Ở mùa giải 2016-17 đội giành chức vô địch Slovak Women's First League. Đội cũng vô địch Cúp bóng đá nữ Slovakia vào các năm 2016, 2017 và 2019.